# Chaudfontaine
Chaudfontaine là một đô thị ở tỉnh Liège. Tại thời điểm ngày 1 tháng 1 năm 2006, Chaudfontaine có tổng dân số 21.012. Tổng diện tích là 25,52 km² với mật độ dân số 823 người trên mỗi km².